# Boyd Lagoon
Boyd Lagoon är en sjö i Australien. Den ligger i delstaten Western Australia, omkring 1 100 kilometer nordost om delstatshuvudstaden Perth. 
Omgivningarna runt Boyd Lagoon är i huvudsak ett öppet busklandskap. Trakten runt Boyd Lagoon är nära nog obefolkad, med mindre än två invånare per kvadratkilometer. Genomsnittlig årsnederbörd är 356 millimeter. Den regnigaste månaden är januari, med i genomsnitt 74 mm nederbörd, och den torraste är augusti, med 1 mm nederbörd.